# Albotricha ammophilae
Albotricha ammophilae är en svampart som beskrevs av Dennis & Spooner 1993. Albotricha ammophilae ingår i släktet Albotricha och familjen Hyaloscyphaceae.   Inga underarter finns listade i Catalogue of Life.